# راتاری (سمدروسکا پالانکا)
راتاری (به صربی: Ratari) یک منطقهٔ مسکونی در صربستان است که در اسمدرفسکا پلانکا واقع شده‌است. راتاری ۲٬۰۳۵ نفر جمعیت دارد.